# J’ai cherché
A J’ai cherché (magyarul: Kerestem) a francia Amir dala, mellyel Franciaországot képviselte a 2016-os Eurovíziós Dalfesztiválon, Stockholmban. A dal belső kiválasztás során nyerte el az eurovíziós indulás jogát, és 2016. február 29-én mutatták be nyilvánosan.
A dal hivatalosan 2016. január 15-től tölthető le.

## Eurovíziós Dalfesztivál
Mivel Franciaország tagja az automatikusan döntős Öt Nagy országának, ezért a dalt az Eurovíziós Dalfesztiválon a május 14-én rendezett döntőben adta elő, de előtte az első elődöntő zsűris főpróbáján is hallható volt. Fellépési sorrendben tizenegyedikként lépett fel, a Németországot képviselő Jamie-Lee Ghost című dala után és a Lengyelországot képviselő Michał Szpak Color of Your Life című dala előtt. A szavazás során a zsűri szavazáson összesítésben a harmadik helyen végzett 148 ponttal (Örményországtól maximális pontszámot kapott), míg a nézői szavazáson a kilencedik helyen végzett 109 ponttal (Izraeltől maximális pontszámot kapott), így összesítésben 257 ponttal a verseny hatodik helyezettje lett.
A következő francia induló Alma Requiem című dala volt a 2017-es Eurovíziós Dalfesztiválon.